# Quận Hardee, Florida
Quận Hardee là một quận thuộc tiểu bang Florida, Hoa Kỳ. Quận lỵ đóng ở Wauchula6. 
Dân số theo điều tra năm 2000 của Cục điều tra dân số Hoa Kỳ là 26.938 người.

## Địa lý
Theo Cục điều tra dân số Hoa Kỳ, quận này có diện tích 1652 km2, trong đó có 3 km2 là diện tích mặt nước.